# Sönke Neitzel
Sönke Neitzel (26 de junio de 1968) es un historiador alemán que ha escrito extensamente sobre la Segunda Guerra Mundial. Es profesor de Historia en la Universidad de Maguncia, habiendo también desempeñado cargos en la Universidad de Karlsruhe, la Universidad de Berna, y la Universidad del Sarre, y ejerciendo en la Cátedra de Historia Moderna de la Universidad de Glasgow a partir de septiembre de 2011. En la actualidad es editor de la revista German History in the 20th Century y es el autor de siete libros, incluyendo Tapping Hitler's Generals y Soldaten, publicado en España bajo el título Soldados del Tercer Reich, testimonios de lucha, muerte y crimen.

## Obra

### Algunas publicaciones

#### Monografías
- Die deutschen Ubootbunker und Bunkerwerften. Bau, Verwendung und Bedeutung verbunkerter Ubootstützpunkte in beiden Weltkriegen. Bernard & Graefe, Koblenz 1991, ISBN 3-7637-5823-2.

- Der Einsatz der deutschen Luftwaffe über dem Atlantik und der Nordsee 1939–1945. Mit einem Geleitwort von Jürgen Rohwer. Bernard & Graefe, Bonn 1995, ISBN 3-7637-5938-7 (disertación, Univers. Mainz, 1995, 287 p.)

- Weltmacht oder Untergang, die Weltreichslehre im Zeitalter des Imperialismus, prólogo de Winfried Baumgart. Schöningh, Paderborn u.a. 2000, ISBN 3-506-76102-1 (habilitationsschrift, Univers. Mainz, 1999, 453 p.)

- Kriegsausbruch. Deutschlands Weg in die Katastrophe 1900–1914. Pendo, Múnich u.a. 2002, ISBN 3-85842-550-8.

- Blut und Eisen. Deutschland und der Erste Weltkrieg. Pendo, Zúrich 2003, ISBN 3-85842-448-X.

- Abgehört. Deutsche Generäle in britischer Kriegsgefangenschaft 1942–1945. Propyläen, Berlín 2005, ISBN 978-3-549-07261-5.

- Weltkrieg und Revolution, 1914–1918/19 (= Deutsche Geschichte im 20. Jahrhundert 3). be.bra, Berlín 2008, ISBN 978-3-89809-403-0.

- con Harald Welzer: Soldaten. Protokolle vom Kämpfen, Töten und Sterben. S. Fischer, Frankfurt am Main 2011, ISBN 978-3-10-089434-2.

#### Como editor
- 1900. Zukunftsvisionen der Großmächte. Schöningh, Paderborn u.a. 2002, ISBN 3-506-76103-X.

- con Daniel Hohrath: Kriegsgreuel. Die Entgrenzung der Gewalt in kriegerischen Konflikten vom Mittelalter bis ins 20. Jahrhundert (= Krieg in der Geschichte 40) en relación con la Arbeitskreis Militärgeschichte. Schöningh, Paderborn 2008, ISBN 978-3-506-76375-4.

- Preußen und Europa (= Schriftenreihe des Preußeninstituts 10). Preußeninstitut, Remscheid 2001, ISBN 3-933421-03-9.

- con Wolfgang Elz: Internationale Beziehungen im 19. und 20. Jahrhundert. Festschrift für Winfried Baumgart zum 65. Geburtstag. Schöningh, Paderborn u.a. 2003, ISBN 3-506-70140-1.

- con Bernd Heidenreich: Medien im Nationalsozialismus. Schöningh, Paderborn 2010, ISBN 978-3-506-76710-3.

- con Bernd Heidenreich: Das Deutsche Kaiserreich 1890–1914. Schöningh, Paderborn u.a. 2011, ISBN 978-3-506-77168-1.

- con Harald Welzer, Christian Gudehus: „Der Führer war wieder viel zu human, viel zu gefühlvoll“. Der Zweite Weltkrieg aus der Sicht deutscher und italienischer Soldaten. S. Fischer, Frankfurt 2011, ISBN 978-3-596-18872-7.

#### Como dramaturgo
- Soldaten. Protokolle von Kämpfen, Töten und Sterben, representaciones teatrales, director: Thomas Dannemann, Schauspiel Hannover, UA: septiembre de 2013.

#### Publicadas en español
- Neitzel, Sonke (2008). Los generales de Hitler. Editorial Tempus. ISBN 9788492567010.
- Neitzel, Sonke; Welzer, Harald (2012). Soldados del Tercer Reich. Editorial Crítica. ISBN 9788498923384.